# Per Klarberg
Per -Olof Sigfrid Klarberg (nascido a 6 de abril de 1965) é um político sueco dos Democratas Suecos (DS).
Klarberg nasceu em Smygehamn e trabalhou como maquinista de profissão. Ele também é membro do conselho do Porto de Trelleborg. Klarberg foi eleito para vereador no município de Trelleborg pelos Democratas Suecos em 2002 e atualmente serve como o segundo vice-presidente do Conselho Municipal de Trelleborg. Ele também é o porta-voz do DS para o transporte público e segurança no transporte.
Klarberg foi eleito para o Riksdag em 2014 como deputado temporário.